# Navire-usine
 (décembre 2019).

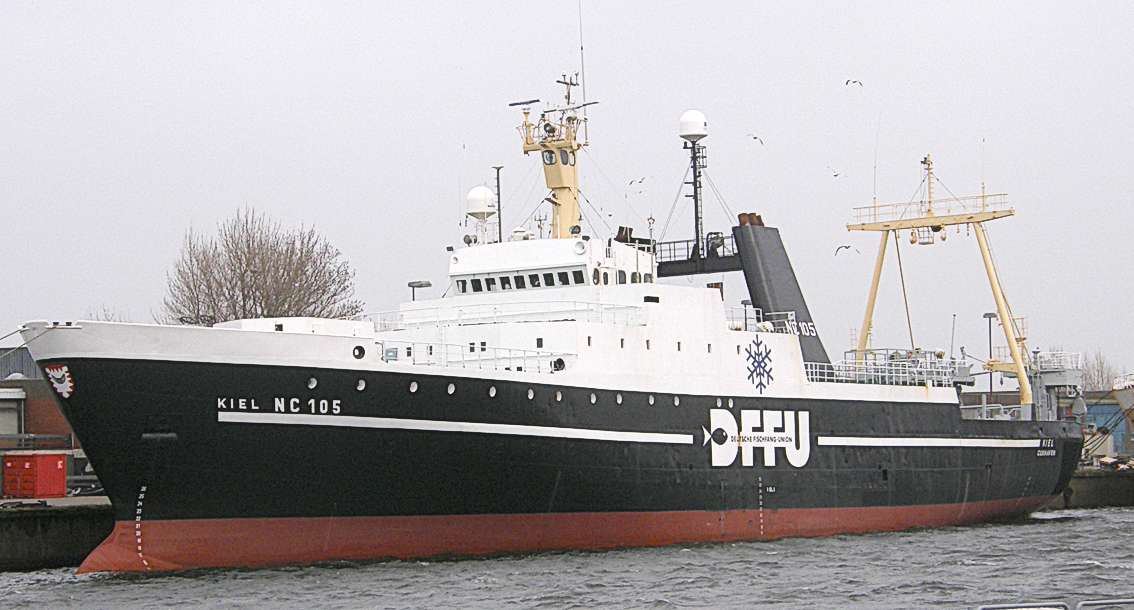
Le navire-usine allemand Kiel NC 105.

Un navire-usine, ou bateau-usine, est un navire qui a la possibilité de traiter en mer les produits de sa pêche. Ces navires sont essentiellement des chalutiers et des baleiniers, restant longtemps en mer (de deux à trois mois), stockant d'énormes quantités de poissons (ou de cétacés pour les baleines) et pourvus d'un équipage important,,.
S'agissant des navires de pêche, l'« usine » est installée dans l'entrepont, où les poissons sont déversés après la pêche. Ils y sont triés, puis leur tête et leurs viscères sont enlevées ; le sang est drainé dans des bassins remplis d'eau de mer, puis la peau et les arêtes sont enlevées mécaniquement. Les filets sont lavés, inspectés, puis mis en caisse et surgelés. Sur les navires de pêche « conventionnels », les poissons sont également stockés en cale dans de la glace, dans des cuves réfrigèrées ou congelées (thoniers) mais le travail de préparation se fait à terre, chez un mareyeur, chez le poissonnier ou dans une usine après débarquement.